# Suresh Oberoi
Suresh Oberoi (ur. 17 grudnia 1946 w Kwecie) – indyjski aktor. Ojciec bollywoodzkiego aktora Vivek Oberoi (Towarzystwo, Saathiya, Shootout at Lokhandwala). W 1987 roku dostał National Film Award dla najlepszego aktora drugoplanowego.

## Filmografia
1. Karma, Confessions and Holi (2006) – Shekhar
2. Socha Na Tha (2005) – p. Oberoi (ojciec Viren)
3. Talaash: The Hunt Begins (2003) – Babu (ojciec Arjuna)
4. Deewangee (2002) – p. Bhullar, Public Prosecutor
5. 23rd March 1931: Shaheed (2002) – Gaoler Chaddha
6. Moksha: Salvation (2001) – p. Sehgal (ojciec Vikrama)
7. Lajja (2001) – ojciec Raghu
8. Aśoka Wielki (2001) – głos w prologu
9. Shirdi Sai Baba (2001)
10. Hum Ho Gaye Aap Ke (2001) – p. Oberoi
11. Gadar: Ek Prem Katha (2001)
12. Pyaar Tune Kya Kiya... (2001) – p.. Jaiswal
13. Dal: The Gang (2001) – Bhaktavar Singh/Major Balwant Sahni
14. Khauff (2000) – p. Singhania
15. Safari (1999) – Ajit Aggarwal
16. Sautela (1999)
17. Soldier (film) (1998/II) – Pratap Singh
18. Raja Hindustani (1996) – p. Sehgal (ojciec Aarti)
19. Parinda (1989) – Abdul Khan
20. Mirch Masala (1985) – Mukshi
21. Kaala Patthar (1979) – oficer